# Роко Шимич
Роко Шіміч (хорв. Roko Šimić; нар. 10 вересня 2003, Мілан) — хорватський футболіст, нападник валлійського клубу «Кардіфф Сіті».
На правах оренди грає в бельгійському «Кортрейку».

## Клубна кар'єра
Роко тренувався у футбольних академіях клубів «Динамо» (Загреб), «Кустошія» та «Локомотива». 6 серпня 2020 дебютував в основному складі «Локомотиви» у матчі Першої хорватської футбольної ліги проти «Динамо» (Загреб). За підсумками сезону 2020/21 зіграв за свій клуб 25 матчів та забив 3 м'ячі.
17 липня 2021 року підписав трирічний контракт з австрійським клубом «Ред Булл» (Зальцбург). За продаж Шимича «Динамо Загреб» отримав 4 млн євро. Сезон 2021/22 Роко провів на правах оренди у клубі «Ліферінг». 30 липня 2021 року дебютував за «Ліферинг» у матчі Другої ліги Австрії проти клубу «Санкт-Пельтен», вийшовши на заміну на 46-й хвилині, а через дві хвилини забив свій перший гол за клуб. 24 жовтня 2021 дебютував в основному складі «Ред Булл» (Зальцбург) у матчі австрійської Бундесліги проти «Штурму».
З січня до липня 2023 року виступав за швейцарський клуб «Цюрих» на правах оренди.
30 серпня 2024 року Шимич приєднався до клубу «Кардіфф Сіті», з яким підписав контракт на чотири роки. А вже через два дні нападник відбув в оренду в бельгійський «Кортрейк» до кінця сезону.

## Кар'єра у збірній
Виступав за збірні Хорватії до 15, до 16 та до 17 років. У 2021 дебютував за збірну Хорватії до 21 року.

## Особисте життя
Роко — син хорватського футболіста Даріо Шимича.